# 1979 aux échecs
| Années des échecs : 1976 - 1977 - 1978 - 1979 - 1980 - 1981 - 1982    |
| Décennies des échecs : 1940 - 1950 - 1960 - 1970 - 1980 - 1990 - 2000 |

Cet article présente les faits marquants de l'année 1979 aux échecs.

## Événements majeurs
- Après la révolution islamique de 1979 en Iran, la pratique du jeu d'échecs est interdite pour la raison que cela est assimilable à un jeu d'argent. L'interdiction ne sera levée par l'ayatollah Ruhollah Khomeini qu'en 1988[1].

## Championnats nationaux
- Albanie : Fatos Muço[2]

- Argentine : Pas de championnat[3],[4]. Chez les femmes, Edith Soppe s'impose.
- Autriche : Adolf Herzog junior remporte le championnat[5]. Chez les femmes, pas de championnat[6].
- Belgique : Gunter Deleyne remporte le championnat[7]. Chez les femmes, pas de championnat [8].
- Brésil: Jaime Sunye Neto remporte le championnat[9]. Chez les femmes, c'est Ligia de Abreu Carvalho qui s'impose.
- Canada : Pas de championnat[10]. Chez les femmes, non plus[11].
- Chine :  Li Zunian remporte le championnat[12]. Chez les femmes, Liu Shilan s'impose.
- Écosse : Roddy McKay remporte le championnat [13].
- Espagne : Manuel Rivas Pastor remporte le championnat[14]. Chez les femmes, c'est Julia Gallego qui s'impose[15].
- États-Unis : Pas de championnat[16]. Chez les femmes, Rachel Croto s'impose[17].
- France : Bachar Kouatly remporte le championnat[18]. Chez les femmes, Monique Ruck-Petit s'impose[19].
- Inde : Tiruchi N. Parameswaram puis Ravi Shekar remportent le championnat[20].
- Iran : Pas de championnat[21].

- Pays-Bas : Gert Ligterink remporte le championnat [22]. Chez les femmes, c'est Katy van der Mije qui s'impose.
- Pologne : Jan Przewoznik remporte le championnat[23].
- Royaume-Uni : Robert Bellin remporte le championnat[24]. Jana Bellin remporte le championnat féminin.

- Suisse : Heinz Wirthensohn remporte le championnat [25]. Chez les dames, c'est Monique Ruck-Petit qui s'impose[26].
- RSS d'Ukraine : Vladimir Okhotnik remporte le championnat[27],[28], dans le cadre de l'U.R.S.S.. Chez les femmes, Elena Titova s'impose[29].
- République fédérative socialiste de Yougoslavie : Ivan Nemet remporte le championnat[30],[31]. Chez les femmes, Milunka Lazarević s'impose.

## Naissances
- Aleksandr Motyliov
- Péter Lékó
- Rustam Qosimjonov

## Nécrologie
- En 1979 : Arne Desler (en)
- 21 janvier : Hans-Hilmar Staudte (en)
- 27 janvier : Arthur Dunkelblum (en)
- 13 février : Boruch Israel Dyner (en)
- 24 avril : Max Romih (en)
- 14 juin : Igor Bondarevski
- 20 juillet : Bertil Sundberg (en)
- 24 juillet : Otto Zimmermann (en)
- 4 novembre : Jeanne d'Autremont
- 6 novembre : Cecil Purdy
- 12 novembre : Gavriil Veressov
- 24 novembre : Gerard Kroone (en)
- 12 décembre : Maximilian Ujtelky (en)
- 27 décembre : Isaías Pleci, Miguel Alemán (en)
- 30 décembre : Karel Skalička